# Ophidion smithi
Ophidion smithi är en fiskart som först beskrevs av Fowler, 1934.  Ophidion smithi ingår i släktet Ophidion och familjen Ophidiidae. Inga underarter finns listade i Catalogue of Life.